# Screamo
Lo screamo (anche skramz) è un sottogenere del punk evolutosi in prevalenza a partire dall'hardcore punk nei primi anni novanta. Inizialmente il termine fu applicato ad un genere derivato dell'emo sviluppatosi a San Diego nel 1991, caratterizzato da tracce brevi, caotiche e dissonanti.
Nei primi anni duemila, il termine iniziò ad essere utilizzato per descrivere un genere meno dissonante, più lento e melodico con influenze alternative rock.

## Storia

### Prima ondata
Il termine fu inizialmente associato ad una scena musicale sviluppatasi attorno al locale Ché Café di San Diego nel 1991, dove si esibivano gruppi come Heroin, Antioch Arrow, Angel Hair, Mohinder, Swing Kids e Portraits of Past. Questi complessi erano influenzati dal post-hardcore di Fugazi e Nation of Ulysses, dallo straight edge, da gruppi hardcore punk più tradizionali come Articles of Faith e Die Kreuzen e dal post-punk di Joy Division e Bauhaus.
Le due etichette più interessate a questo nuovo stile di hardcore furono la Gravity Records e la Ebullition Records.
Le innovazioni portate da questo genere furono presto raccolte anche da altri gruppi, tra cui i The Blood Brothers di Seattle e da gruppi degli USA orientali come Orchid, Circle Takes the Square, pg. 99, Hot Cross, Saetia, e Ampere, che contribuirono a rielaborare lo stile originale, spostandolo verso il grindcore. Questo stile di screamo, influenzato anche dal powerviolence, è noto talvolta come emo violence, termine coniato dagli In/Humanity.
Lo stile screamo originale è ancora suonato da un buon numero di gruppi, soprattutto in Europa, dove sono attivi Amanda Woodward, Louise Cyphre, La Quiete e Raein.
Anche se la scena screamo underground è molto più presente in Europa, esistono comunque alcuni importanti gruppi negli USA, come i Comadre di Redwood City, gli Off Minor di New York, gli Spires di Oakland, gli Ampere di Amherst, e ...Who Calls So Loud e I Wrote Haikus About Cannibalism in Your Yearbook di San Francisco.

#### Caratteristiche
Molti complessi della prima ondata di screamo erano caratterizzati da una forte connotazione politica, spesso in reazione alla svolta conservatrice della California dell'epoca, operata da politici come Roger Hedgecock. Alcuni gruppi erano anche ispirati da personaggi molto particolari: gli Angel Hair inserirono gli scrittori surrealisti Antonin Artaud e Georges Bataille tra le proprie influenze, e gli Orchid prendevano ispirazione dall'icona della Nouvelle Vague Anna Karina e dalla Frankfurt School, creatrice della teoria critica.
I gruppi della prima ondata utilizzavano strumenti rock convenzionali, ma le canzoni erano brevi, caotiche e caratterizzate dalla voce in scream. Alcuni gruppi in seguito introdussero elementi sperimentali e elettronici.

### Seconda ondata
Attorno al 2002 il termine iniziò ad essere utilizzato anche dalla stampa musicale, soprattutto da critici come Jim DeRogatis e Andy Greenwald, per descrivere uno stile musicale più lento e meno dissonante, suonato da band come gli Emanuel, influenzati dall'alternative rock. Questi nuovi complessi incorporavano gli elementi più commerciali di alternative rock, emo e post-hardcore. Tra i primi gruppi a adattarsi a questo stile ci furono i Far e i Grade, presto seguiti da gruppi di maggior successo come Thursday e Alexisonfire. I Thursday citarono tra le proprie influenze il post-punk dei Joy Division e il post-hardcore dei Fugazi, ma anche l'alternative di Radiohead, U2 e The Cure. Tra le prime band screamo a raggiungere il successo nella classifica di mainstream ci sono anche i The Red Jumpsuit Apparatus, che ottennero una breve notorietà tra il 2006 e il 2007.
In forte contrasto con il carattere DIY della prima ondata, molti gruppi screamo recenti come Thursday e The Used hanno firmato contratti multimilionari con le major Island (Universal Music Group) e Reprise (Warner Music Group). Bert McCracken, frontman dei The Used, ha dichiarato che "screamo" è solo un termine utilizzato dall'industria discografica per vendere dischi e dai negozi per categorizzarli.
I gruppi della seconda ondata hanno spesso due chitarristi, che raramente eseguono assoli; sono invece molto presenti i cambi di tempo e le contrapposizioni tra parti aggressive e melodiche all'interno della stessa canzone. Diversamente dalla prima ondata, spesso i gruppi più recenti compongono power ballad. Lo stile della seconda ondata è stato descritto come un mix dei testi poetici e intellettuali dell'emo e di un'aggressione sonora più metallica e grezza.

## L'emo violence
Gran parte delle fonti non ritengono che l'emo violence (nome coniato dalla band statunitense In/Humanity) sia un sottogenere a parte rispetto allo screamo, ed anzi tendono a ritenerlo come una semplice evoluzione dello stesso genere, avvenuta a partire dalla seconda metà degli anni 2000 a causa dell'influenza sullo screamo del power violence.
Invece, secondo una diversa interpretazione, l'emo violence sarebbe da ritenere un genere a sé stante, la cui genesi deriva dalla confluenza tra lo screamo, l'emo, ed il power violence. Diversamente da coloro che ritengono i due generi come un'unica cosa, questa seconda interpretazione, pur confermando le radici power violence, pone più l'attenzione sulle influenze emo.